# タイナロンのポセイドン神殿
タイナロンのポセイドン神殿（英: Temple of Poseidon Tainarius）は、古代ギリシアのペロポネソス半島の中指であるマニ半島の南端タイナロンにあったポセイドンの神殿である。タイナロンにおけるポセイドン信仰はポセイドン・タイナリオス（タイナロンに坐すポセイドン, 英: Poseidon Tainarios）としてスパルタでも神域を有していた。
古来、タイナロンの洞窟は冥界への入口と考えられていた。ストラボンによるとタイナロンの神域は神聖な杜の中にあり、その近くに冥界に通じる洞窟があると説明した。パウサニアスによると岬の上に洞窟のような神殿があり、その入口にポセイドン神像が立っているが、ヘラクレス伝説で語られているような地下に通じる道はないと述べている。
タイナロンの聖域は、少なくともスパルタに従属させられる以前の、ヘイロタイがまだ独立していた時代にさかのぼると考えられている。スパルタが紀元前464年の地震で壊滅したとき、原因は聖域に避難していた多くの人を殺したスパルタのエポロイに対するポセイドンの復讐だと言われていた。聖域は奴隷の避難所であったらしい。ポリュビオスは前240年頃にアイトリアのティマイオスによって破壊された亡命者を保護する聖域の1つとして言及し、プルタルコスは前1世紀に海賊によって攻撃された亡命者を保護する聖域の中でそれに言及している。タイナロンからは前5世紀から前4世紀にかけて奴隷の解放を記録した4つの石碑が発見されている。研究者は洞窟の北の入口で見つかった石碑の削りくずはこれらの石碑を制作するために生じたものであり、石碑と傭兵募集の拠点としてのタイナロンの歴史的役割がポセイドンの聖域と関係があったと考えている。